# Frank Socolow
Frank Socolow, né le 18 septembre 1923 à New York en et mort dans cette même ville le 30 avril 1981, est un saxophoniste ténor de jazz américain.

## Biographie
Dans les années 1940, Frank Socolow joue dans nombre de big bands, notamment ceux de Georgie Auld et de Boyd Raeburn. Après la guerre, avec l'arrivée du bebop, on le retrouve chez Chubby Jackson ou dans l'orchestre d'Artie Shaw, quand celui-ci s'essaie à un style bopisant. La décennie suivante le voit travailler avec Joe Morello, Buddy DeFranco, Sal Salvador ou Manny Albam.
Socolow a peu enregistré sous son nom. En 1945, une session de quatre titres rassemble Freddie Webster et Bud Powell. En 1956, il enregistre pour Bethlehem,à la tête d'un sextet, son seul album comme leader. 

## Style
Frank Socolow, aux côtés d'autres musiciens new-yorkais, Nick Travis, Osie Johnson, Urbie Green, Milt Hinton, représente un style proche de celui d'Al Cohn et Zoot Sims, une esthétique qui peut se rapprocher de celle du jazz West Coast de Los Angeles.

## Discographie partielle

### Comme leader
- 1956 : Frank Socolow's Sextet : Sounds By Socolow, Bethlehem Records BCP-70

## Sources
- Courte biographie sur le site Allmusic.com
- Alain Tercinet, 1986, West Coast Jazz, collection Epistrophy,  Editions Parenthèses, Marseille.